# LGBT práva na Svaté Lucii

Duhová mapa Svaté Lucie

Lesby, gayové, bisexuálové a translidé se na Svaté Lucii mohou setkávat s právními komplikacemi neznámými pro většinové obyvatelstvo. Stejnopohlavní sexuální aktivita je zde legální jen pro ženy, pro muže nikoliv.

## Právní rámec a stejnopohlavní soužití
Dle místního trestního zákoníku z r. 2004 (novelizován r. 2005) považuje za ilegální mužské stejnopohlavní soužití dle 2 odstavců:
- Odstavec 132 - hrubá neslušnost - za mužský stejnopohlavní styk či za jakékoli orální či anální praktiky hrozí 5 až 10 let trestu odnětí svobody;

- Odstavec 133 - Buggery (tzv. buřičství) - sexuální styk bez souhlasu obou partnerů či za sexuální praktiky provozované na veřejnosti (hrozí až doživotí - nevymáháno).

Nejsou ovšem vedeny žádné záznamy o vymáhání těchto odstavců.
Svatá Lucie jako jediný stát na americkém kontinentě odmítla podepsat Deklaraci OSN na ochranu odlišných sexuálních orientací a genderových identit.
V listopadu 2017 oznámila ministryně zahraničí Sarah Flood-Beaubrun, že vláda se drží toho stanoviska, které odmítá zrušit kriminalizaci homosexuality.
Svatá Lucie neuznává stejnopohlavní manželství ani jinou právní formu stejnopohlavního soužití, totéž platí i u adopce dětí stejnopohlavními páry.

## Životní podmínky
V roce 2011 ministr pro turismus a civilní letectví Allen Chastanet se veřejně omluvil třem americkým gayům, kteří se při návštěvě stali terčem útoků zdejšími konzervativními homofoby. Dodal, že Svatá Lucie je bezpečná destinace a to bude platit i nadále.
V roce 2015 prohlásil tehdejší ministr pro turismus, informace a vysílání Lorne Theophilus, že vítá všechny LGBT turisty a zdůraznil, že Svatá Lucie je pro ně bezpečnou destinací.
V květnu 2015 proběhlo školení Royal Saint Lucia Police Force ohledně LGBT problematiky, jak se mají policisté v těchto případech chovat a jak chápat jejich odlišnou sexuální orientaci.
V únoru 2016 byl zavražděn 26letý teenager guyanského původu Michael Pooran. Lidskoprávní organizace ECADE a United & Strong ve svém prohlášení uvedly, že čin byl motivován odlišnou sexuální orientací a vyzvaly místní vládu, aby začala bojovat proti homofobii, šířili osvětu mezi širokou veřejností a tento akt odsoudila.
V srpnu 2017 LGBT organizace United & Strong uvítala a podpořila prohlášení představitele katolické církve, který se zastal LGBT komunity a prohlásil, že by na ní neměly být páchány trestné činy nebo jakékoli slovní urážky.
Vrchní tribunál Spojeného království v březnu 2019 uvedl, že na Svaté Lucii čelí homosexuálové pronásledování a jsou proto oprávněni zažádat na britské ambasádě o azyl.
V březnu 2019 došlo k sebevraždě 17letého údajně vyoutovaného teenagera Gervaise Emmanuela. Mělo prý k činu dojít kvůli homofobním urážkám a opakujícímu se fyzickému napadání. Veřejně se znovu začalo mluvit o šikaně LGBT komunitě na Svaté Lucii a ve městě Soufrière se konal pochod proti šikaně, na kterém vyzval vysoký úředník Shervon Mangroo všechny studnety, aby odsuzovaly jakoukoli šikanu ve školním prostředí, a to včetně té na základě odlišné sexuální orientace.
V září 2019 proběhl první pochod hrdosti v hlavním městě Castries a účastnilo se ho několik desítek lidí.

## Souhrnný přehled
| Legální věk způsobilosti k pohlavnímu styku                                             | / Ženský ano/ mužský ne                       |
| Stejný věk legální způsobilosti k pohlavnímu styku pro obě orientace                    | / Pro ženy ano/ pro muže ne                   |
| Anti-diskriminační zákony v zaměstnání                                                  | / (jen na základě odlišné sexuální orientaci) |
| Anti-diskriminační zákony v přístupu ke zboží a službám                                 | No                                            |
| Anti-diskriminační zákony v ostatních oblastech (homofobní urážky, zločiny z nenávisti) | No                                            |
| Stejnopohlavní manželství                                                               | No                                            |
| Jiná forma stejnopohlavní soužití                                                       | No                                            |
| Adopce homosexuálním jednotlivcem                                                       | (žádné restrikce)                             |
| Adopce dítěte partnera                                                                  | No                                            |
| Společná adopce dětí stejnopohlavními páry                                              | No                                            |
| LGBT osoby smějí otevřen sloužit v armádě                                               | Svatá Lucie nemá ozbrojené síly               |
| Možnost změny pohlavního styku                                                          | No                                            |
| Přístup k umělému oplodnění pro lesbické ženy                                           | No                                            |
| Náhradní mateřství pro gay páry                                                         | No                                            |
| MSM smějí darovat krev                                                                  | Yes                                           |